# Kennedi Clements
Kennedi Clements (White Rock, 21 gennaio 2007) è un'attrice canadese.

## Filmografia

### Cinema
- La guerra dei papà (Jingle All the Way 2), regia di Alex Zamm (2014)
- Poltergeist, regia di Gil Kenan (2015)

### Televisione
- Vite parallele (A Family Thanksgiving), regia di Neill Fearnley – film TV (2010)
- V (Jennifer Hartswell, 2x10, 2011)
- Motive (Little Girl, 1x3, 2013)
- Rogue (Ruby, 4 episodi, 2013)
- Wayward Pines (Jenny, 1x6, 2015)
- Second Chance (Lisa, 1x2, 2016)
- Pup Academy (Jen, 7 episodi, 2019)
- Un milione di piccole cose (Dancer, 2x10, 2020)